# Theodor Mauritz
Theodor Mauritz (* 9. Dezember 1862 in Uerdingen; † 1944) war ein deutscher Industrieller. Er war langjähriger Aufsichtsratsvorsitzender der Dortmunder Actien-Brauerei.

## Leben
Theodor Mauritz wurde als Sohn des Kommerzienrates Heinrich Mauritz geboren, eines von vier Gründern der Dortmunder Actien-Brauerei (DAB). Nachdem er 1881 am Gymnasium in Moers das Abitur erlangt hatte, studierte er an den Universitäten Heidelberg, Lausanne, Genf und Berlin Rechts- uns Staatswissenschaften. 1885 wurde er an der Universität Göttingen zum Dr. jur. promoviert. Von 1885 bis 1886 diente er als Einjährig-Freiwilliger im Garde-Kürassier-Regiment und wurde später Reserveoffizier im Kürassier-Regiment „Graf Gessler“ (Rheinisches) Nr. 8 in Deutz. Nach dem Referendariat, das er unter anderem am Kammergericht absolvierte, wurde er 1892 Regierungsassessor.
Nach dem Tod seines Vaters 1894 schied er 1895 aus dem Staatsdienst aus und wechselte in den Aufsichtsrat der Dortmunder Actien-Brauerei, dessen Vorsitzender er wurde. Als er 1944 starb, wurde das langjährige Aufsichtsratsmitglied der Dortmunder Actien-Brauerei Otto Mauritz sein Nachfolger als Aufsichtsratsvorsitzender. Unter Theodors Ägide hatte sich der Ausstoß der Brauerei von etwa 150.000 Hektolitern Bier auf über 770.000 bereits im Jahr 1930 mehr als verfünffacht, während andere Brauereien geschlossen oder, teilweise auch von der DAB, übernommen wurden.
Des Weiteren war Mauritz Aufsichtsratsvorsitzender der Tremonia-Brauerei F. Lehmkuhl AG in Dortmund. Er gehörte den Aufsichtsräten der Aktienbrauerei Dormagen vorm. Becker & Co., der Aktienbrauerei Rinteln, des Barmer Bankvereins und der Mannesmannröhrenwerke AG an. Er war Mitglied der Aktien-Baugesellschaft Ürdingen, Geschäftsführer der H. Propfe & Co. mbH in Hamburg und Vorsitzender des Grubenvorstandes der Zechen Heinrich in Überruhr.